# إدوارد كينيدي
إدوارد مور كينيدي (بالإنجليزية: Edward Kennedy) (22 فبراير، 1932- 25 أغسطس، 2009) سياسي أمريكي سابق شغل منصب سيناتور أمريكي من ماساتشوسيتس لمدة 47 عامًا، منذ عام 1962 حتى وفاته عام 2009. وهو عضو في الحزب الديمقراطي وعائلة كينيدي السياسية، وكان ثاني أكبر عضو في مجلس الشيوخ عندما توفي، إضافة إلى أنه السيناتور صاحب ثالث أكبر فترة ولاية متواصلة في تاريخ الولايات المتحدة. كان كينيدي أخ الرئيس جون إف. كينيدي والمحامي العام والسيناتور الأمريكي روبرت إف. كينيدي- كلاهما ضحايا اغتيال- ووالد عضو الكونغرس باتريك جي. كينيدي.
بعد التحاقه بجامعة هارفرد وحصوله على شهادة في الحقوق من جامعة فيرجينيا، بدأ مسيرته المهنية بوصفه مساعد النائب العام في مقاطعة سوفولك، ماساتشوستس. كان عمر كينيدي 30 عامًا عندما أصبح عضوًا في مجلس الشيوخ لأول مرة بعد انتخابات نوفمبر عام 1962 الخاصة في ماساتشوستس، وملأ المقعد الشاغر الذي كان يشغله سابقًا أخوه جون، والذي كان قد استلم منصب الرئاسة. انتُخب لفترة ولاية كاملة مدتها ست سنوات في عام 1964، وأُعيد انتخابه لاحقًا سبع مرات أخرى. بعد حادئة شابكيديك في عام 1969 التي نتج عنها وفاة راكبة في سيارته هي ماري جو كوبيشن، إلى جانب إصابات جسدية وألم نفسي لكينيدي. أقر بأنه مذنب بتهمة مغادرة موقع الحادثة وحصل لاحقًا على حكم لمدة شهرين مع وقف التنفيذ. أعاق الحادث وما عقبه فرصه بأن يصبح رئيسًا إلى الأبد. أدت محاولته الوحيدة، في انتخابات عام 1980، إلى خسارة الحملة الديمقراطية الأولية أمام الرئيس شاغل المنصب جيمي كارتر. كان كينيدي معروفًا بمهاراته الخطابية. كان تأبينه لأخيه روبرت في عام 1968 وخطابه الداعم لليبرالية أمريكا الحديثة بين أشهر خطاباته. أصبح معروفًا خلال فترة ولايته وسلطته الطويلين بأنه «أسد مجلس الشيوخ». كتب كينيدي وطاقمه أكثر من 300 مشروع قانون سُنت فيما بعد لتصبح قوانين. دافع كينيدي، الليبرالي بلا منازع، عن حكومة تدخّلية أكدت على العدالة الاجتماعية والاقتصادية، لكن كان معروفًا عنه أيضًا العمل مع الجمهوريين من أجل إيجاد حلول وسطية. لعب كينيدي دورًا رئيسًا في سن العديد من القوانين بما فيها قانون الهجرة والجنسية في عام 1965، والقانون الوطني للسرطان عام 1971، وقانون كوبرا لتوفير التأمين الصحي، وقانون مكافحة الفصل العنصري الشامل لعام 1986، وقانون الأمريكيين ذوي الاحتياجات الخاصة لعام 1990، وقانون رايان وايت لرعاية مرضى الإيدز، وقانون الحقوق المدنية لعام 1991، وقانون مساواة الصحة العقلية، وبرنامج إس تشيب (S-CHIP) لصحة الأطفال، وقانون عدم التخلي عن أي طفل، وقانون إدوارد إم. كينيدي لخدمة أمريكا. خلال العقد الأول من القرن الواحد والعشرين، قاد العديد من الجهود غير الناجحة لإصلاح الهجرة. خلال فترة مسيرته المهنية في مجلس الشيوخ، بذل كينيدي جهودًا من أجل سن قانون الرعاية الصحية العالمية، والذي سماه «هدف حياتي». اعتُبر كينيدي في السنوات اللاحقة من حياته شخصية رئيسية ومتحدثًا باسم حركة التقدمية الأمريكية.
توفي كينيدي في 25 أغسطس، 2009 بسبب ورم دماغي خبيث في منزله في هيانيس بورت، ماساتشوستس، ودفن بجانب أخويه جون وروبرت في مقبرة آرلينغتون الوطنية.

## بدايات حياته
ولد إدوارد مور كينيدي في 22 فبراير، 1932، في مستشفى سانت مارغريت في قسم دورتشيستر في بوسطن، ماساتشوستس. كان الولد التاسع بين تسعة أولاد لجوزيف باتريك كينيدي وروز فيتزجيرالد، وهما فردين من العائلات الأمريكية الإيرلندية البارزة في بوسطن، وشكّلا واحدة من أغنى العائلات في البلاد بمجرد انضمامهما إليها. إخوته الثمانية هم جوزيف جونيور، وجون، وروزميري، وكاثلين، ويونيس، وباتريشيا، وروبرت وجان. طلب جون أن يكون عرابًا للطفل المولود حديثًا، وهو طلب قدّره والديه لكنهما لم يوافقا عليه كي يسمياه جورج واشنطن كينيدي (كان تيد قد وُلد في الذكرى رقم 200 لميلاد الرئيس جورج واشنطن)، وسمياه بدلًا من ذلك تيمنًا باسم مساعد والدهم.
عندما كان تيد طفلًا، كان شريدًا في كثير من الأوقات نتيجة تنقلات عائلته بين برونكسفيل، ونيويورك، وهيانيس بورت، وماساتشوسيتس، وبالم بيتش، وفلوريدا، والبلاط الملكي لسانت جيمس في لندن، إنجلترا. بدأ تعليمه الرسمي في مدرسة غيبس في كينسينغتون، لندن. التحق حتى سن الحادية عشر بعشر مدارس؛ وكانت قد أعاقت الاضطرابات هذه نجاحه الأكاديمي. كان يعمل خادمًا للمذبح في كنيسة سانت جوزيف، وكان عمره سبعة أعوام عندما تلقى مناولته الأولى من البابا بيوس الثاني عشر في الفاتيكان. أمضى الصف السادس والسابع في مدرسة فيسندن حيث كان طالبًا متوسطًا، وأمضى الصف الثامن في مدرسة كرانويل الإعدادية؛ وتقع كلا المدرستين في ماساتشوستس. كان الطفل الأصغر بين إخوته وكان والداه حنونين معه، لكنهما كانا أيضًا يقارناه بشكل سلبي مع إخوته. عانى تيد بين سن الثامنة والسادسة عشر من الصدمات الناتجة عن فشل العملية الجراحية في الدماغ التي أجرتها روزماري وموت جون جونيور وكاثلين في حادثة تحطم طائرة. كان جون إف. فيتزجيرالد، جد تيد اللطيف المعشر من جهة أمه، هو عمدة بوسطن، وعضو في الكونغرس الأمريكي، وكان ذا تأثير سياسي وشخصي عليه منذ بداياته. أمضى تيد سنواته الأربعة في المدرسة الثانوية في أكاديمية ميلتون، وهي مدرسة إعدادية في ميلتون، ماساتشوستس، حيث نجح في المستويات بي وسي، وفي عام 1950، تخرج بمرتبة 36 من أصل صف يحوي 56. لعب كرة القدم بشكل جيد هناك إذ لعب في الجامعة في آخر عامين له؛ ووصف مدير المدرسة لعبه لاحقًا بأنه «شجاع جدًا..كان من الممكن أن يرفع قطارًا سريعًا إلى نيويورك لو طلبت منه ذلك... كان يحب الرياضات التي تتطلب الاحتكاك». لعب كينيدي أيضًا في فريق لكرة التنس، وكان منضمًا لنوادي الدراما والنقاشات والتسلية.

## حياته
ولد في بوسطن (شمال شرق) وكان الأصغر بين الأولاد التسعة لجوزف وروزا كينيدي.
درس القانون في جامعة هارفرد ومدرسة الحقوق في جامعة فرجينيا وفي السياسة بقي في ظل شقيقيه الأكبرين حتى اغتيال روبرت في حزيران/ يونيو 1968 خلال الحملة الانتخابية ليصبح فيما بعد من كبار وجوه اليسار الأمريكي.

## روابط خارجية
- إدوارد كينيدي على موقع IMDb (الإنجليزية)
- إدوارد كينيدي على موقع الموسوعة البريطانية (الإنجليزية)
- إدوارد كينيدي على موقع مونزينجر (الألمانية)
- إدوارد كينيدي على موقع ميوزك برينز (الإنجليزية)
- إدوارد كينيدي على موقع إن إن دي بي (الإنجليزية)
- إدوارد كينيدي على موقع ديسكوغز (الإنجليزية)
- إدوارد كينيدي على موقع قاعدة بيانات الفيلم (الإنجليزية)

وفاة السناتور الأمريكي ادوارد كينيدي